# Nothobranchius kadleci
Nothobranchius kadleci är en fiskart som beskrevs av Reichard 2010. Nothobranchius kadleci ingår i släktet Nothobranchius och familjen Nothobranchiidae. Inga underarter finns listade i Catalogue of Life.